# Kike Pérez (futbolista)
Enrique Pérez Muñoz (Gálvez, Toledo, 14 de febrero de 1997), más conocido como Kike Pérez, es un futbolista español. Juega como centrocampista y su equipo es el Venezia F. C. de la Serie B de Italia.

## Trayectoria
Originario de Toledo, se formó en las categorías inferiores del Rayo Vallecano, en 2017 fue traspasado al C. D. Lugo donde en ese mismo año fue cedido al Centro Cultural y Deportivo Cerceda, en 2018 se marchó cedido al Real Valladolid Club de Fútbol Promesas. 
Ya en 2019 dejó el C. D. Lugo y firmó con el Real Valladolid Promesas. El 20 de junio de 2020 debutó en la Primera División en el Wanda Metropolitano con el Real Valladolid.
El 31 de enero de 2022 abandonó el conjunto pucelano para completar la temporada en el Elche C. F. como cedido con opción de compra. Esta no se hizo efectiva y regresó a Valladolid, donde permaneció una campaña antes de volver al Rayo Vallecano en agosto de 2023 en un nuevo préstamo.
El 29 de enero de 2025, después de haber jugado 112 partidos con el primer equipo del Real Valladolid, fue traspasado al Venezia F. C. italiano.

## Clubes
Actualizado al 25 de mayo de 2025.
| Club                      | País          | Año           | Partidos | Goles |
| ------------------------- | ------------- | ------------- | -------- | ----- |
| Rayo Vallecano "B"        | España        | 2016-2017     | 46       | 2     |
| C. D. Lugo                | España        | 2017-2019     | 0        | 0     |
| C. C. D. Cerceda (cedido) | España        | 2017-2018     | 29       | 5     |
| Real Valladolid C. F. "B" | España        | 2018-2020     | 60       | 4     |
| Real Valladolid C. F.     | España        | 2020-2025     | 112      | 7     |
| Elche C. F. (cedido)      | España        | 2022          | 12       | 2     |
| Rayo Vallecano (cedido)   | España        | 2023-2024     | 26       | 1     |
| Venezia F. C.             | Italia        | 2025-act.     | 16       | 1     |
| Total carrera             | Total carrera | Total carrera | 301      | 22    |